# Литовченко Григорій Павлович
Григорій Павлович Литовченко (1908, місто Амур-Нижньодніпровськ Катеринославської губернії, нині в складі міста Дніпра Дніпропетровської області — 1977) — український компартійний діяч, передовик сільського господарства. Герой Соціалістичної Праці (26.02.1958). Депутат Верховної Ради СРСР 3—5-го скликань. Член Ревізійної Комісії КПУ в 1952—1956 роках. Член ЦК КПУ в 1956—1961 роках.

## Біографія
Народився в родині робітника. Трудову діяльність розпочав з 11 років. Пас худобу, наймитував по селах. У 1923—1925 роках — учень Амур-Нижньодніпровської професійно-технічної школи, здобув фах слюсаря. У 1925 році вступив до комсомолу.
У 1925—1929 роках — розважувач-відмітчик, помічник машиніста, машиніст, токар Амур-Нижньодніпровського (Дніпропетровського) металургійного заводу імені Комінтерну.
За рекомендацією металургів заводу імені Комінтерну у 1929 році як комсомолець-«двадцятип'ятитисячник» направлений в село Новогригорівку Генічеського району. Уже в лютому 1930 року об'єднав шість невеликих ТОЗів села в сільськогосподарську артіль «Початок життя», яку і очолив. Потім працював головою колгоспу імені Жовтневої революції, секретарем партійної організації села Новогригорівки, заступником директора Новогригорівської машинно-тракторної станції (МТС) Генічеського району Дніпропетровської області.
Член ВКП(б) з 1931 року.
У 1933—1935 роках — студент Новогородківського сільськогосподарського технікуму.
У 1935—1937 роках — дільничний агроном, завідувач агрохімічної лабораторії Новогригорівської машинно-тракторної станції Генічеського району.
У 1937—1940 роках — заступник директора Генічеського бавовняного заводу. У 1940—1941 роках — голова колгоспу «Східний гігант» Генічеського району.
У 1941 році евакуйований у східні райони СРСР. У 1941—1942 роках — голова колгоспу Марксівського району Саратовської області РРФСР.
Учасник Другої світової війни з 1942 року. З 1943 до 1946 року служив партійним організатором зенітно-артилерійського дивізіону Радянської армії.
З 1946 до 1948 року — секретар організації КП(б)У колгоспу імені Сталіна села Рівне Генічеського району Херсонської області.
У 1948—1963 роках — голова колгоспу імені Сталіна (з 1961 року — імені XXII з'їзду КПРС) в селі Рівне Генічеського району Херсонської області.
Потім — на пенсії.

## Нагороди
- Герой Соціалістичної Праці (26.02.1958)
- орден Леніна (26.02.1958)
- медаль «За трудову доблесть» (30.04.1966)
- медалі